# Round Mountain (Kalifornija)
Round Mountain je naseljeno područje za statističke svrhe u američkoj saveznoj državi Kalifornija. Prema popisu stanovništva iz 2010. u njemu je živjelo 155 stanovnika.